# 龐貝競技場

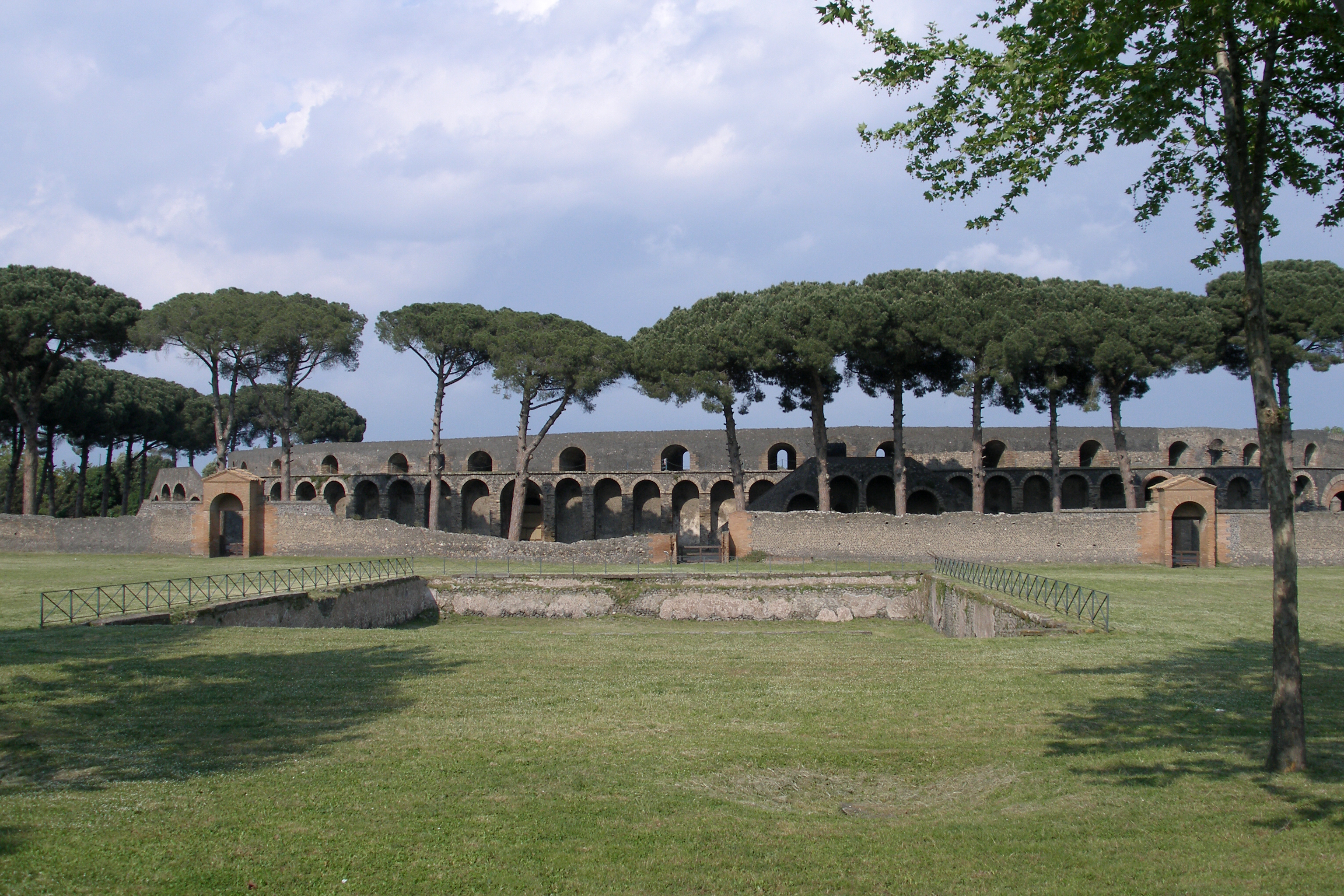

龐貝競技場（Amphitheatre of Pompeii）是現存的最古老的羅馬帝國時期的圓形競技場之一，位於羅馬城市龐貝。在公元79年的維蘇威火山大噴發中，龐貝競技場和龐貝古城及附近的赫庫蘭尼姆古城都被火山灰掩埋。龐貝競技場修建於大約西元前80年時。最早的龐貝競技場由木材修建，後改建為石質建築。現在的龐貝競技場除了是一個歷史遺跡和考古學研究對象之外，也是一個音樂會會場，並被用於其他公共活動。1971年10月，平克·佛洛伊德曾在龐貝競技場舉辦演唱會。

## 歷史

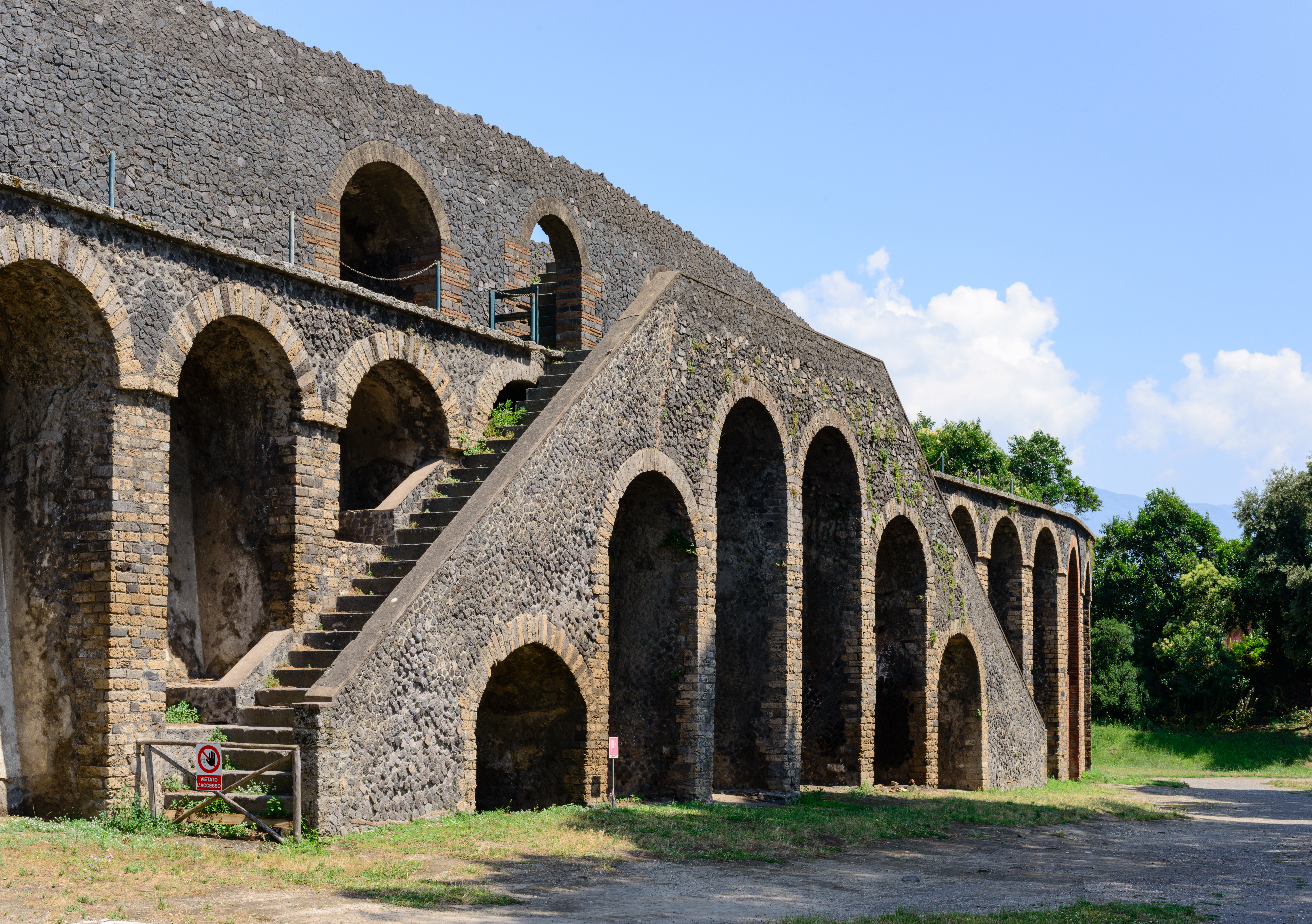
外觀

龐貝古城及其圓形劇場的保存讓人們得以一窺羅馬的角鬥士文化。圓形劇場牆壁上的畫有角鬥士的海報被發掘出來，海報上有口號和綽號，令人聯想現代海報、廣告牌和橫幅標語上描繪如今的體育明星和名人。例如，有張海報宣稱角鬥士是「女孩心中的悸動」。
競技場史上其中一件廣為人知的事件發生在公元59年左右，當時龐貝人和諾切拉的居民在競技場比賽期間發生了致命的械鬥，導致此類競技活動被禁止達10年之久。

這座圓形劇場在西元62年的地震中遭到破壞。政務官庫斯皮烏斯·潘薩（Cuspius Pansa）及其兒子承接修復工作。

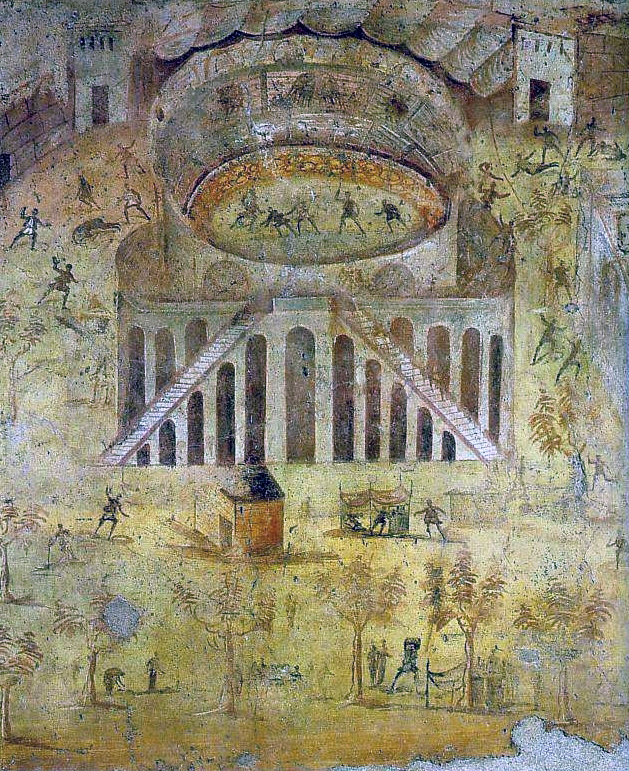
描繪諾切拉人和龐貝人在龐貝圓形劇場發生暴亂的壁畫，拿坡里國立考古博物館